# Nebenintervention
 Nebenintervention, auch Streithilfe genannt, liegt vor, wenn sich jemand im eigenen Namen wegen eines eigenen rechtlichen Interesses an einem fremden Zivilprozess beteiligt, ohne selbst Partei zu sein. Der Nebenintervenient (= Streithelfer) tritt im Prozess einer der beiden Parteien bei, um diese zu unterstützen. Der Beitritt des Streithelfers auf Seiten einer der Parteien des Rechtsstreits wird häufig durch eine Streitverkündung der Hauptpartei veranlasst.
Abzugrenzen ist der Nebenintervenient vom Streitgenossen und vom Hauptintervenienten, da diese selbst Partei werden. Wer sich in einem Strafprozess der Staatsanwaltschaft anschließt, wird nicht als Streithelfer, sondern als Nebenkläger bezeichnet.

## Wirkung der Nebenintervention

### Befugnis
Der Streithelfer hat die Befugnis, alle Angriffs- und Verteidigungsmittel geltend zu machen und alle Prozesshandlungen vorzunehmen, die auch der Hauptpartei zustehen, um im eigenen rechtlichen Interesse der Hauptpartei beizustehen (§ 67 ZPO). Der Nebenintervenient kann z. B. Behauptungen der Gegenpartei bestreiten, rechtshindernde und rechtsvernichtende Einwendungen und rechtshemmende Einreden geltend machen, Beweise antreten oder eine Säumnis der Hauptpartei hindern. Der Streithelfer kann aber nicht über den Streitgegenstand verfügen, indem er aufrechnet, die Klage zurücknimmt, ändert oder einen Verzicht oder ein Anerkenntnis ausspricht.
Die Angriffs- und Verteidigungsmittel dürfen nicht im Widerspruch zu den Erklärungen und Handlungen der Hauptpartei stehen.
Die Nebenintervention als Beteiligung Dritter am Rechtsstreit ist streng von der Streitgenossenschaft zu unterscheiden. Da der Nebenintervenient nicht Partei ist, kann er als Zeuge vernommen werden.

### Bindungswirkung
Die Nebenintervention erzeugt eine Bindungswirkung für das Gericht, das über einen Streitgegenstand zwischen dem Streithelfer und der Hauptpartei, welcher der Streithelfer im Vorprozess beigetreten war, zu erkennen hat. Die Interventionswirkung erstreckt sich nicht auf das Verhältnis zwischen dem Streithelfer und der Gegenpartei.
Die Bindungswirkung erstreckt sich auf die gerichtliche Entscheidung im Vorprozess und die der Entscheidung zugrunde liegenden rechtlichen und tatsächlichen Feststellungen (§ 68 ZPO). Insoweit reicht die Interventionswirkung damit weiter als die Wirkung der Rechtskraft, die nur die im Tenor getroffene Entscheidung des Gerichts selbst umfasst (§ 322 Abs. 1 ZPO). Andererseits schließt die Interventionswirkung anders als die Rechtskraftwirkung den Einwand mangelhafter Prozessführung nicht aus. Die Bindung an die Feststellungen im Vorprozess werden insoweit eingeschränkt, als der Streithelfer verhindert war, Angriffs- und Verteidigungsmittel geltend zu machen (§ 68 2.HS ZPO).
Beispiel: Der Bauunternehmer U hat sich gegenüber dem Bauherrn B zur Errichtung eines Hauses verpflichtet. Den Dachstuhl errichtet U nicht selbst, sondern lässt ihn durch den Zimmermann Z als Subunternehmer erstellen. B behauptet nun, der Dachstuhl sei nicht ausreichend stabil und verklagt den U auf Mängelbeseitigung. Wird U verurteilt, kann er seinerseits auf Grund des Werkvertrags mit Z Ansprüche gegen diesen wegen der von Z zu vertretenden Mängel am Dachstuhl geltend machen. Z hat daher ein Interesse, dass U den Prozess gewinnt, damit es nicht dazu kommt, dass er selbst von U in Anspruch genommen wird. Er kann daher dem U als Nebenintervenient beitreten und vortragen, dass er alle Regeln seines Handwerks beachtet habe und ein Mangel gar nicht vorliege. Hatte das Gericht im ersten Prozess den Bauunternehmer U verurteilt, da der Dachstuhl seiner Ansicht nach mangelhaft war, dann gilt dies im Folgeprozess auch für den Zimmermann Z. Das Gericht im Folgeverfahren kann nun nicht nochmals Beweis zur Mangelhaftigkeit des Dachstuhls erheben, es muss vielmehr davon ausgehen, dass der Dachstuhl mangelhaft war.
Anders als die Rechtskraft wirkt die Nebenintervention nur zugunsten der Hauptpartei.
Wird im Hauptprozess zwischen dem Bauherrn B und dem Bauunternehmer U festgestellt, dass ein Anspruch des B gegen U wegen eines Mangel des Dachstuhls nicht bestehe und klagt U dennoch wegen eines mangelbedingten Anspruch gegen Z, so ist das Gericht, das den Streit zwischen Z und U zu entscheiden hat nicht an die Feststellungen des Gerichts des Vorprozesses gebunden. 

## Voraussetzungen
Der Nebenintervenient muss nach § 66 ZPO ein eigenes rechtliches Interesse daran haben, dass die Partei, der er beitritt, bei dem Rechtsstreit obsiegt. Das rechtliche Interesse wird bei Rechtskrafterstreckung des Urteils auf den Streithelfer, bei Prozessstandschaft, bei Besorgnis eines Rückgriffanspruchs oder im Falle akzessorischer Sicherungsmittel anerkannt.
Die Nebenintervention kann in jeder Lage des Verfahrens zwischen den Parteien bis zur rechtskräftigen Entscheidung erfolgen. Der Nebenintervenient ist durch seine Beteiligung auch selbst dazu in der Lage, Angriffs- und Verteidigungsmittel im Rechtsstreit zwischen den Parteien geltend zu machen. Er kann selbst wirksam Prozesshandlungen vornehmen, solange diese nicht im Widerspruch zu den Erklärungen und Handlungen der Hauptpartei (die, der er beigetreten ist) stehen, und auch Rechtsmittel einlegen. Der Nebenintervenient handelt in eigenem Namen und wird daher während des Rechtsstreits nicht selbst Partei.
Der Beitritt des Nebenintervenienten auf Seiten einer der Parteien des Rechtsstreits kann aus eigenem Antrieb erfolgen. Häufig wird der Beitritt jedoch dadurch veranlasst, dass eine Prozesspartei dem späteren Streithelfer zuvor den Streit verkündet. Anders als die Zivilprozessordnungen anderer Länder kennt das deutsche Prozessrecht zwar keine erzwungene (durch die Streitverkündung automatisch herbeigeführte) Nebenintervention, wie es sie beispielsweise in den Niederlanden gibt (gedwongen tussenkomst). Bei Ablehnung des Streitbeitritts ordnet jedoch § 74 Abs. 3 ZPO an, dass die Wirkungen der Nebenintervention nach § 68 ZPO eintreten.

## Kosten
Die Kostenfolge bei einer Nebenintervention ist in § 101 Abs. 1 ZPO geregelt. Demnach trägt der Gegner der Hauptpartei, soweit er dieser gegenüber zur Kostentragung verpflichtet ist, auch die durch die Nebenintervention verursachten Kosten, vornehmlich also auch die Anwaltskosten des Nebenintervenienten. Soweit der Gegner der Hauptpartei obsiegt, trägt der Nebenintervenient seine Kosten selbst. Nicht vorgesehen ist demnach, dem Nebenintervenienten die Kosten des Rechtsstreits aufzuerlegen.